# Vandicate
Vandicate es un RSPS (Servidor Privado de RuneScape 718/753 Pre-EOC) creado por Daniel Álvarez, con el fin de crear una comunidad de hispanos que compartan los intereses y la afición por este MMORPG.

## Inicios
Vandicate comenzó como servidor privado a mediados de enero de 2015, utilizando como servidor y punto de acceso la computadora física de su creador. En aquel entonces el servidor se encontraba en un periodo de prueba (Beta), y se encontraba abierto a todos los usuarios para ayudar a detectar errores, que pudieran afectar la jugabilidad.

## Foro Oficial
Actualmente el foro oficial es http://www.vandicate.smfnew2.com, acá se puede encontrar información acerca de las actualizaciones y se puede descargar el client de Java para jugar.

## VPS
El Juego se está trasladando a un VPS con el fin de poder prestar el servicio 24/7, en ese momento podremos acceder desde la web de Vandicate.